# II. Dávid trapezunti császár
II. Dávid (1408 körül – Konstantinápoly, 1463. november 1.), görögül: Δαυίδ Β΄ Μέγας Κομνηνός, grúzul: დავით დიდი კომნენოსი, ტრაპიზონის იმპერიის იმპერატორი, olaszul: Davide II Comneno, imperatore di Trebisonda, törökül: Trabzon imparatoru David Megas Komnenos, latinul: David II Comnenus, imperator Trapezuntinus, az utolsó trapezunti császár. A Komnénosz-házból származott. IV. Alexiosz trapezunti császár fia, Crispo Florencia naxoszi hercegnő nagybátyja és I. Katalin ciprusi királynő nagynagybátyja, Caterino Zeno feleségének a nagybátyja, valamint Uzun Haszan feleségének, Komnénosz Teodóra iráni királynénak, I. Iszmáíl perzsa sah nagyanyjának a nagybátyja. Ortodox keresztény vallású volt.

## Élete

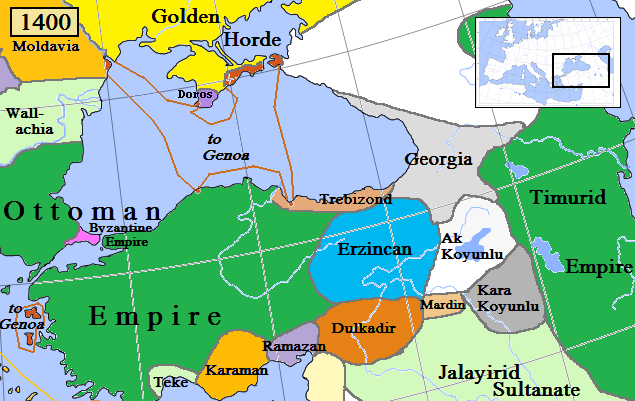
A Trapezunti Császárság és a maradék Bizánci Birodalom 1400-ban.

Apja IV. Alexiosz (1382–1429) trapezunti császár, az anyja Kantakuzénosz Teodóra (1382 körül–1426).
Apai nagyszülei III. Mánuel (1363–1417) trapezunti császár és Bagrationi Eudokia/Gulkan(-Hatun(i)) (Gülhan) (1360 körül–1390) grúz királyi hercegnő, IX. Dávid grúz király és Dzsakeli Szinduhtar szamchei (meszheti) hercegnő lánya.
II. Dávid legidősebb nővére, Eudokia (Valenza), Nic(c)olò Crispo (1392–1450) hercegnek, a Naxoszi Hercegség régensének a felesége lett.
Az ő gyerekeik voltak: II. (Crispo) Ferenc (1417–1463) naxoszi herceg, akinek az 1 felesége Guglielma Zeno volt, és 3 gyermeket szült, a 2. felesége Petronilla Bembo, akitől nem születtek újabb gyermekei, valamint Crispo Florencia (1422–1501), akinek a férje Marco Cornaro (1406–1479) velencei patrícius, Marco Cornaro velencei dózse dédunokája volt. Az ő lányuk volt I. (Cornaro) Katalin (Caterina) (1454–1510) ciprusi királynő (ur.: 1474–1489), aki II. (Fattyú) Jakab (1438–1473) ciprusi királyhoz ment férjhez, és egy fiuk született, III. (Lusignan) Jakab (1473–1474), aki az apja halála után a születésétől a haláláig Ciprus királya volt.
Továbbá a nővérének egy másik lánya, Crispo Jolán (Violante) (1427–?) Caterino Zeno (1421/35/43–1490 körül) velencei patríciushoz ment feleségül, akit a Velencei Köztársaság IV. János lányához, Teodórához és férjéhez, Uzun Haszanhoz küldött követeként. Caterino Zeno Teodórát és gyermekeit is meglátogatta, és részletes beszámolót készített a trapezunti császári hercegnőről. Teodóra legidősebb lánya volt Márta, aki szintén ortodox keresztény vallású volt, ezt tükrözte a keresztény neve is, bár Halima néven számontartották, I. Iszmáíl perzsa sah anyja volt.
Dávid ifjabb nővére,Mária (1404 körül–1439) VIII. János (1392–1448) bizánci császárhoz ment feleségül, de nem születtek gyermekei.
Dávid ifjabb bátyja, Sándor (?–1454/9) társcsászárként uralkodott IV. János mellett 1447/8-tól a haláláig, amelynek az időpontja bizonytalan, de még a bátyja előtt elhunyhatott, hiszen nem vált egyeduralkodóvá. Sándor felesége Gattilusio Mária (?–1461 után), I. Teodór leszboszi úr lánya volt és egy fiuk született.

## Gyermekei
- Első feleségétől, Gabrasz Mária (?–1447 előtt) gotthiai hercegnőtől, Alexiosz Gabrasznak a Krím-félszigeten fekvő Gotthiai Fejedelemség uralkodójának a lányától, nem születtek gyermekei
- Második feleségétől, Kantakuzénosz Ilona (1420 körül–1463/5) bizánci úrnőtől, 10 gyermek
  - Anna (1447–1463 után), 1. férje Mohamed Zagan pasa, Thesszália kormányzója, elváltak, 2. férje Sinan bég
  - Baszileiosz (? – Konstantinápoly, 1463. november 1.), lefejezték
  - Mánuel (? – Konstantinápoly, 1463. november 1.), lefejezték
  - György (? – Konstantinápoly, 1463. november 1.), lefejezték
  - N. (leány), férje Mamia, Guria fejedelme, 1 fiú
  - N. (fiú)
  - N. (fiú)
  - N. (fiú)
  - N. (fiú)
  - N. (fiú)